# Garuga

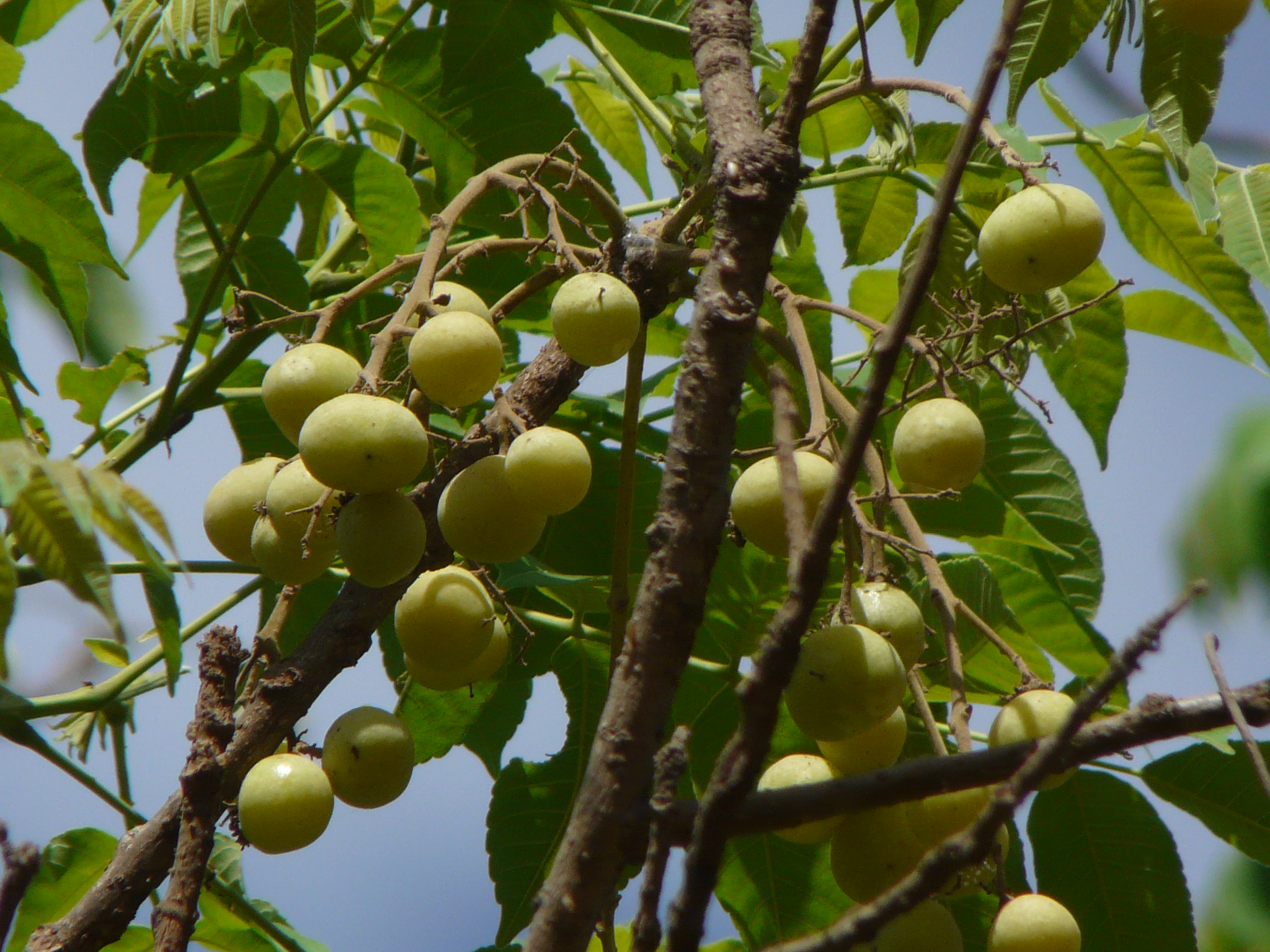
Owoce Garuga pinnata

Garuga – rodzaj roślin z rodziny osoczynowatych. Obejmuje cztery gatunki. Występują one w południowo-wschodniej Azji oraz w Australii i w zachodniej części Oceanii. Rośliny te zawierają kremowo lub różowo zabarwioną żywicę.  Drzewa wykorzystywane jako źródło surowca drzewnego.

## Morfologia
PokrójDrzewa i krzewy o młodych pędach owłosionych. Pnie drzew często z korzeniami szkarpowymi.
LiścieZwykle sezonowe, skupione na końcach pędów. Nieparzysto-pierzaste, naprzemianległe, zwykle skupione gęściej na końcach gałęzi. Listki naprzeciwległe, siedzące lub z ogonkami, piłkowane na brzegu. U nasady liści zwykle obecne są przylistki.
KwiatyObupłciowe, w silnie rozgałęzionych wiechach skupionych na końcach pędów. Rozwijają się przed liśćmi. Kwiaty są 5-krotne. Dno kwiatowe wklęsłe, miseczkowate lub kuliste. Działki kielicha tylko u nasady zrośnięte, trójkątne. Płatki korony osadzone na krawędzi dna kwiatowego, z wierzchołkami początkowo zagiętymi, a później odgiętymi. Pręcików jest 10, każdy osadzony w jednym z 10 rowków na brzegu dna kwiatowego. Nitki pręcików są szydlaste, u nasady owłosione; z podługowatymi pylnikami. Zalążnia siedząca lub na krótkiej szypułce, 4- lub 5-komorowa; z dwoma zalążkami w każdej komorze. Szyjka słupka jest krótka i zwieńczona główkowatym znamieniem, płytko 4- lub 5-klapowym.
OwoceMięsiste pestkowce o słodkim miąższu, kulistawe lub gruszkowate, zawierające od 1 do 5 małych, twardych i urzeźbionych pestek. Nasiona otacza błoniasta łupina.

## Systematyka
Rodzaj z rodziny osoczynowatych Burseraceae Kunth, w obrębie której sytuowany jest jako najbliżej spokrewniony z rodzajem kadzidla Boswellia.
Wykaz gatunków
- Garuga floribunda Decne.
- Garuga forrestii W.W.Sm.
- Garuga pierrei Guillaumin
- Garuga pinnata Roxb.